# Lasioglossum papuarum
Lasioglossum papuarum är en biart som först beskrevs av Cockerell 1910.  Lasioglossum papuarum ingår i släktet smalbin, och familjen vägbin. Inga underarter finns listade i Catalogue of Life.